# 霍姆斯特德-迈阿密赛道
霍姆斯特德-迈阿密赛车场位於佛羅里達州霍姆斯特德，全長1.5英里（2.4）。賽車場曾举办过各种大型賽事，包括NASCAR 、印第賽車和FIA GT錦標賽。目前由霍姆斯特德市所有，NASCAR負責營運賽車場。

## 賽道描述

### 賽道配置
賽道現時的椭圆配置长1.5 mi（2.4 km），擁有四個外傾角度18至20度的彎道，直道外傾角則为4度。賽車場还设有利用部分椭圆賽道及内场道路，長2.3 mi（3.7 km）的“roval”赛道布局。 
賽道最初建成时，其布局為类似于印第安納波利斯賽車場的矩形。  不同機構對矩形賽道的長度存在争议：NASCAR使用的长度为1.51 mi（2.43 km），而CART使用的长度为1.527 mi（2.457 km）。

## 外部連結
- 维基共享资源上的相關多媒體資源：霍姆斯特德-迈阿密赛道